# Xian de Guanghe
Le xian de Guanghe (广河县 ; pinyin : Guǎnghé Xiàn) est un district administratif de la province du Gansu en Chine. Il est placé sous la juridiction de la ville-préfecture de la préfecture autonome hui de Linxia.

## Démographie
La population du district était de 192 495 habitants en 1999.